# یواس‌سی‌جی‌سی ملون (دبلیواچ‌ئی‌سی-۷۱۷)
یواس‌سی‌جی‌سی ملون (دبلیواچ‌ئی‌سی-۷۱۷) (به انگلیسی: USCGC Mellon (WHEC-717)) یک کشتی بود که طول آن ۳۷۸ فوت (۱۱۵ متر) بود. این کشتی در سال ۱۹۶۷ ساخته شد.